# Spathius artabazus
Spathius artabazus är en stekelart som beskrevs av Nixon 1943. Spathius artabazus ingår i släktet Spathius och familjen bracksteklar. Inga underarter finns listade i Catalogue of Life.